# 孔雀河

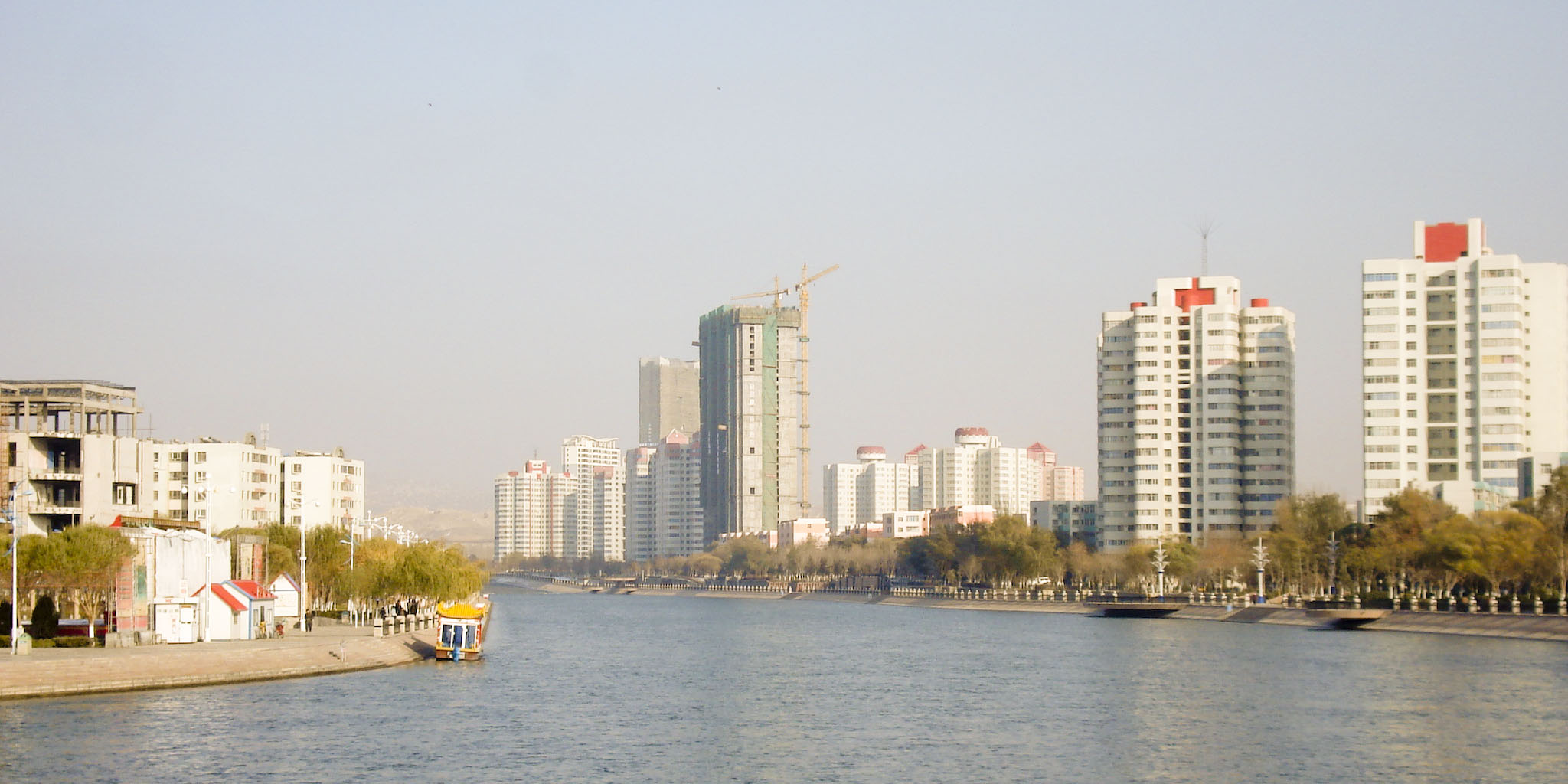
コルラ市内を流れる孔雀河

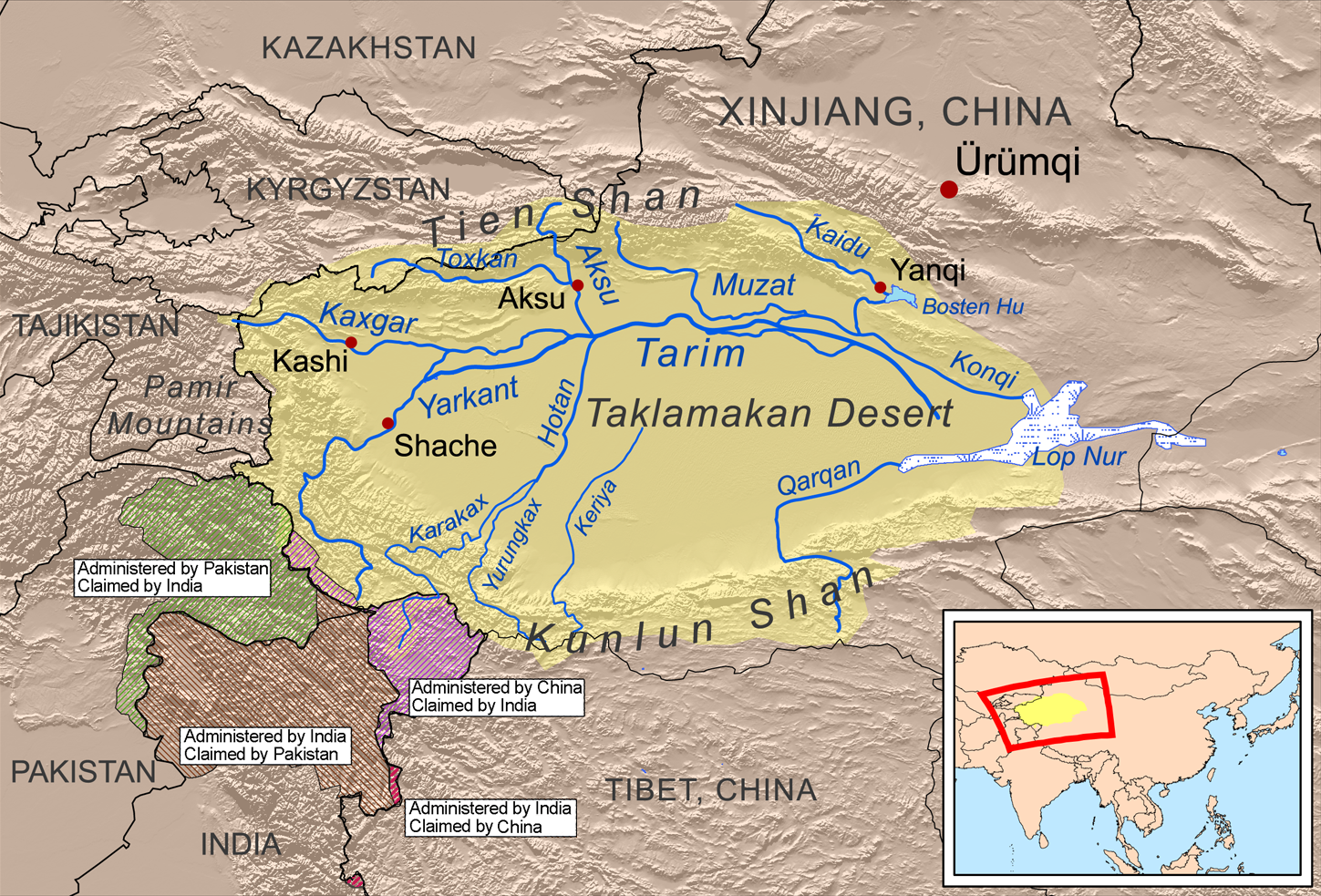
タリム盆地（タクラマカン砂漠）の河川

孔雀河（くじゃくが、中国語: 孔雀河）またはコンチェ・ダリヤ（ウイグル語: كۆنچى دەرياسى / Kɵnqi dəryasi）は、中央アジアのタリム盆地を流れる内陸河川で、タリム川の支流のひとつである。流域は現在中国・新疆ウイグル自治区に属している。

## 流路
主たる水源はバインゴリン・モンゴル自治州バグラシュ県のボステン湖（バグラシュ湖）である。この湖の主たる水源は開都河であり、そのまた水源は、天山山脈の雪解け水である。
湖から発した水は、コルラ市を流れてロプノール県に入ったところでタリム川の分流と合流する。砂漠の北縁を東に向かってチャルクリク県へと流れ、ロプノールに注いでいた。
かつてシルクロードの要衝として栄えていた都市国家の楼蘭を支えたのは、主としてこの川の水であり、上流域では現在も大河といってよい豊かな流れであるが、ダムが作られたことなどもあって、下流域はロプノールに達する前に干上がっている。

## 参照項目
- タイテマ湖